# Zorki

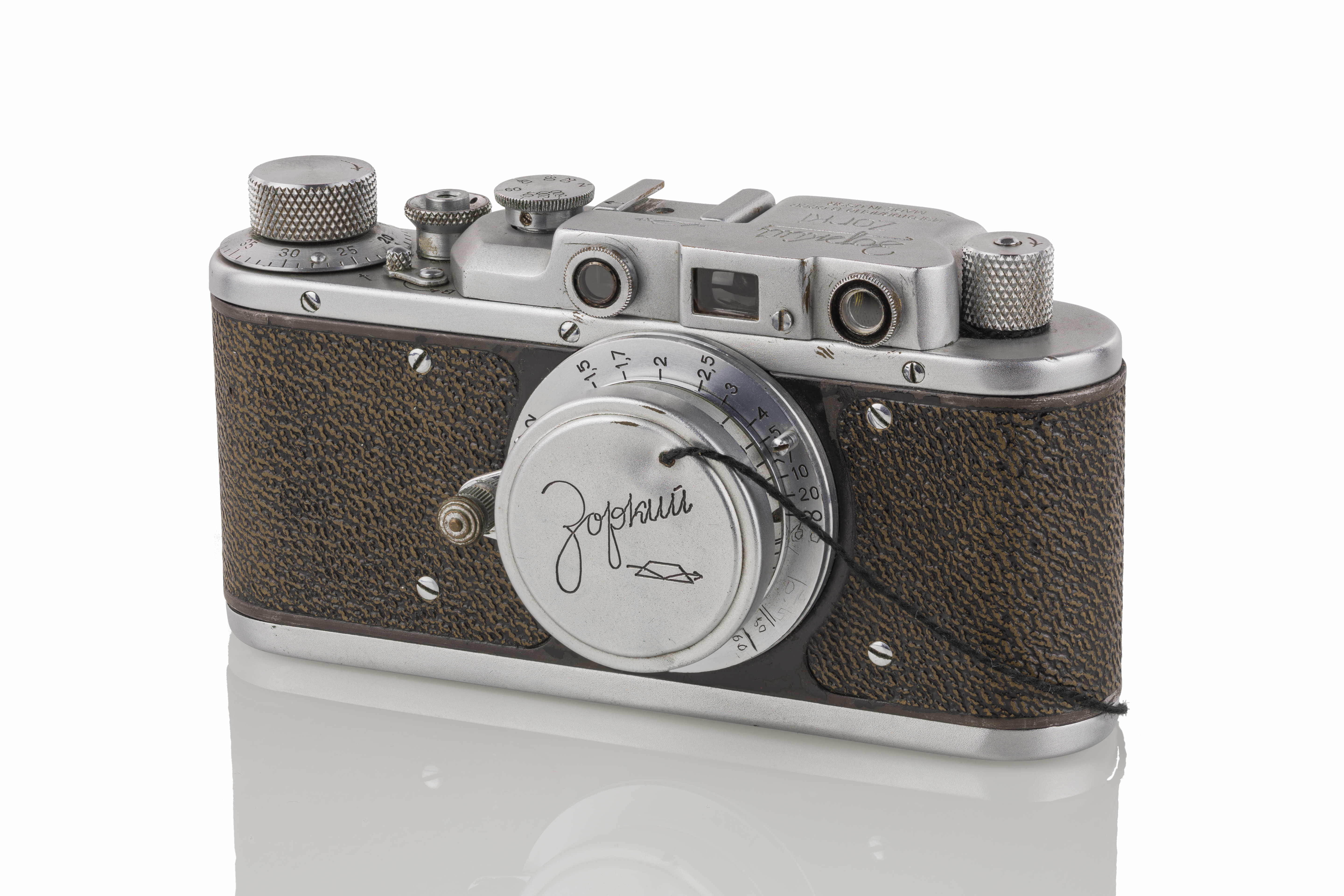
Zorki I (Seriennummer 5500023), Objektivdeckel mit Original-Зоркий-Schriftzug

Zorki (ausgesprochen Sorki, russisch Зоркий für dt. scharfsichtig) war ein Markenname von Kleinbildkameras aus der Produktion des sowjetischen Herstellers „Krasnogorski Mechanitscheski Sawod“ (KMZ). Bekannt geworden ist die Marke Zorki vor allem durch ihre frühen Modelle, die durchweg Nachbauten der Leica II darstellten.

## Geschichte
Die Mechanische Fabrik Krasnogorsk, kurz KMZ, ist ein Hersteller optischer Geräte in Russland. KMZ stellt unter anderem auch Fotoapparate der Marke Zenit her.
1948 begann die KMZ mit der Produktion der Zorki I. Das Modell war eine vollständige Kopie der Leica II aus dem Jahr 1932, zugleich aber identisch mit der FED 1, einer früheren sowjetischen Leica-II-Kopie aus den 1930er Jahren, daher hießen erste Modelle auch „FED-Zorki“. Dieses Kopieren war durchaus häufig in dieser Zeit, weltweit wurden Kopien der Leica produziert. Die recht flache Kamera hatte – wie die Leica – einen M39-Anschluss für die Objektive, die teleskopartig versenkt werden konnten. Ab Werk ausgeliefert wurden die Zorki I-Kameras mit dem Industar-22 1:3,5/50-mm- oder mit dem Jupiter 8 1:2 50-mm-Objektiv.
Die Verschlusszeiten betrugen 1/20 bis 1/500.

## Konstruktion

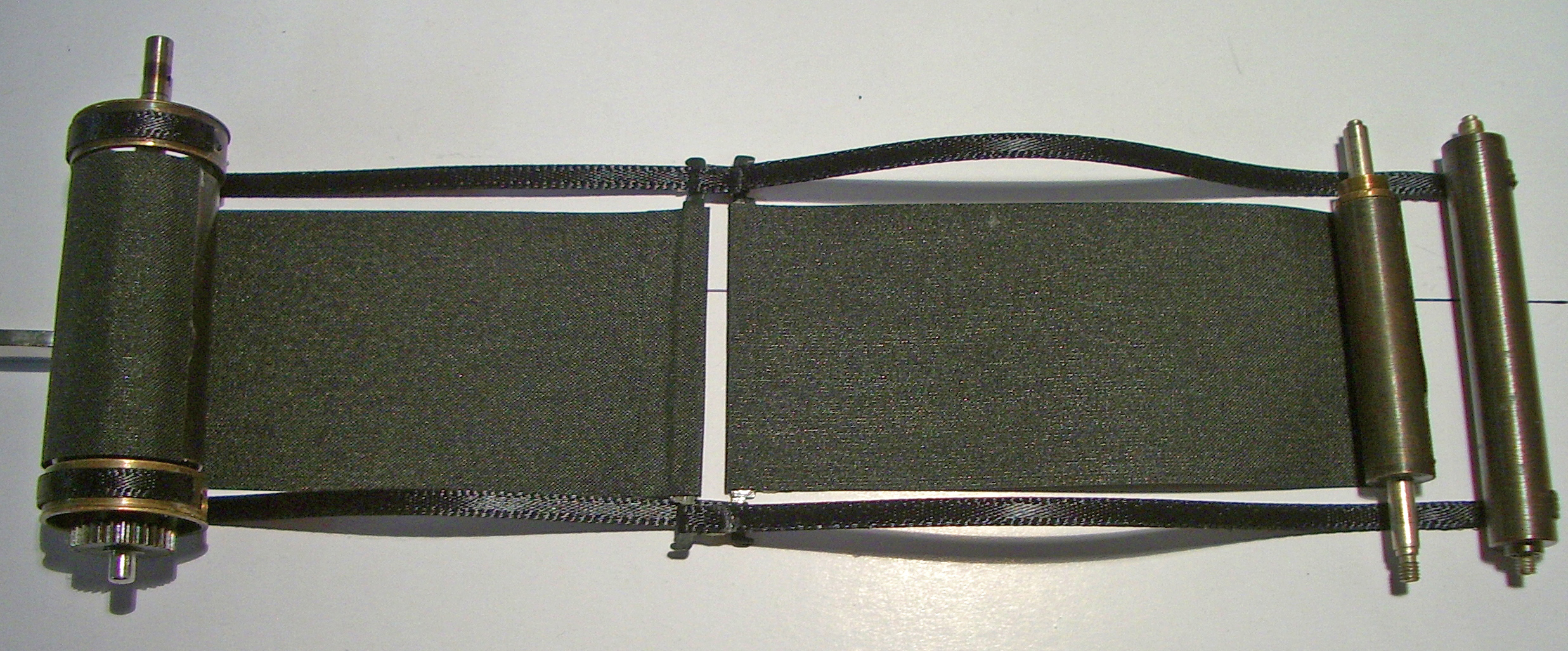
Verschluss einer Zorki 1c

Die Kameras der Marke Zorki sind stark von der Leica II beeinflusst, deren zentrale Konstruktionsmerkmale nahezu unverändert übernommen wurden. So sind die Zorkis aus Metall hergestellte Kleinbildkameras für 35-mm-Film mit mechanischem Schlitzverschluss, auswechselbaren Objektiven mit Schraubgewinde und gekoppelten Entfernungsmessern. Während die Zorki 1 eine nahezu exakte Kopie der Leica II ist, entwickelte sich die Konstruktion im Laufe der Jahre weiter, wobei vor allem die Sucher/Entfernungsmesserkombination immer wieder verändert wurde. Weiter wurde im Laufe der Jahre ein mechanischer Selbstauslöser und eine Blitzsynchronisation hinzugefügt.

## Modelle

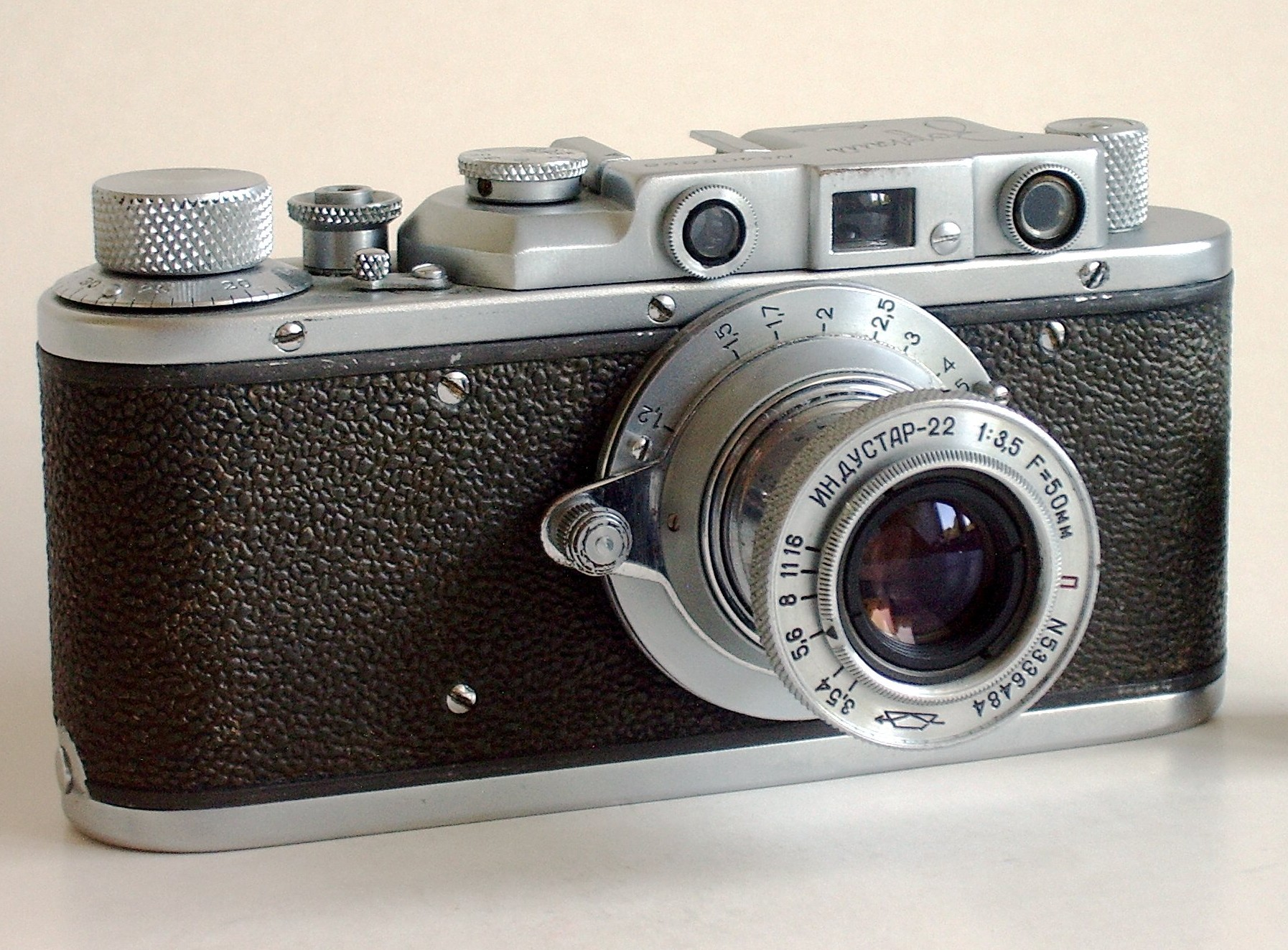
Kamera Zorki 1C, Nachbau der Leica II, ca. 1950

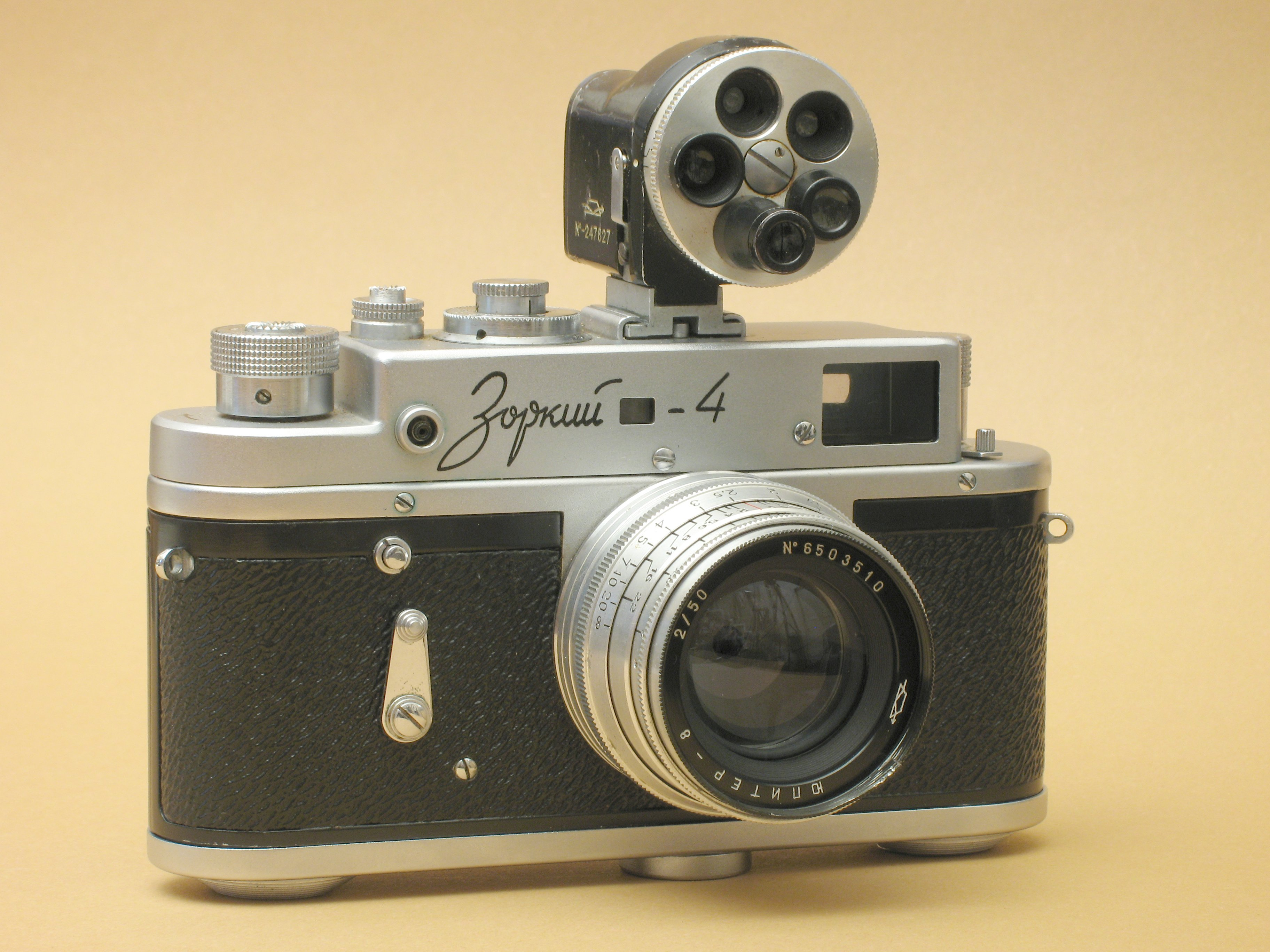
Kamera Zorki 4 mit Objektiv Jupiter-8 1:2/50 mm und einem Zorki-Universalsucher 28–135 mm im Blitzschuh

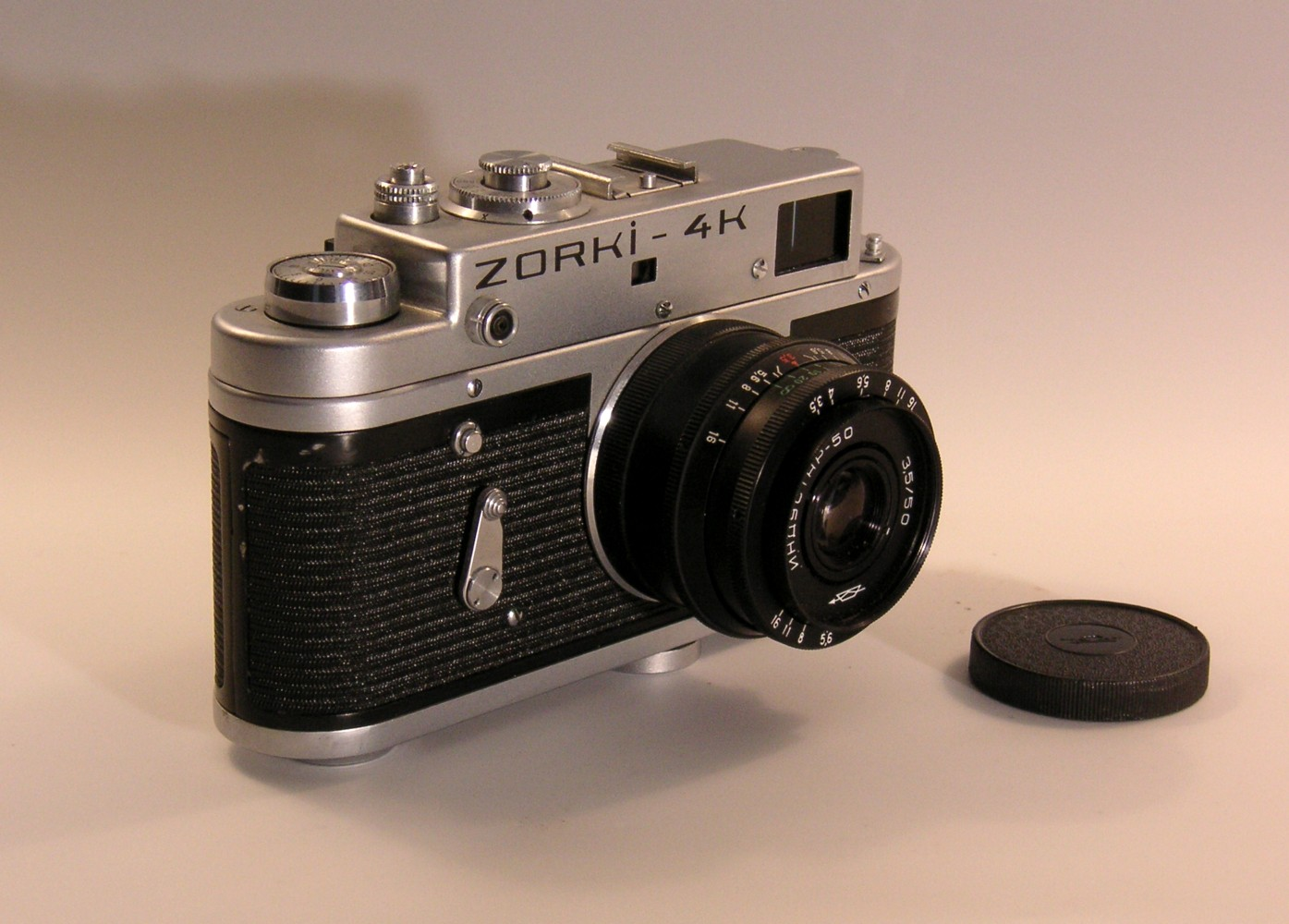
Kamera Zorki 4K

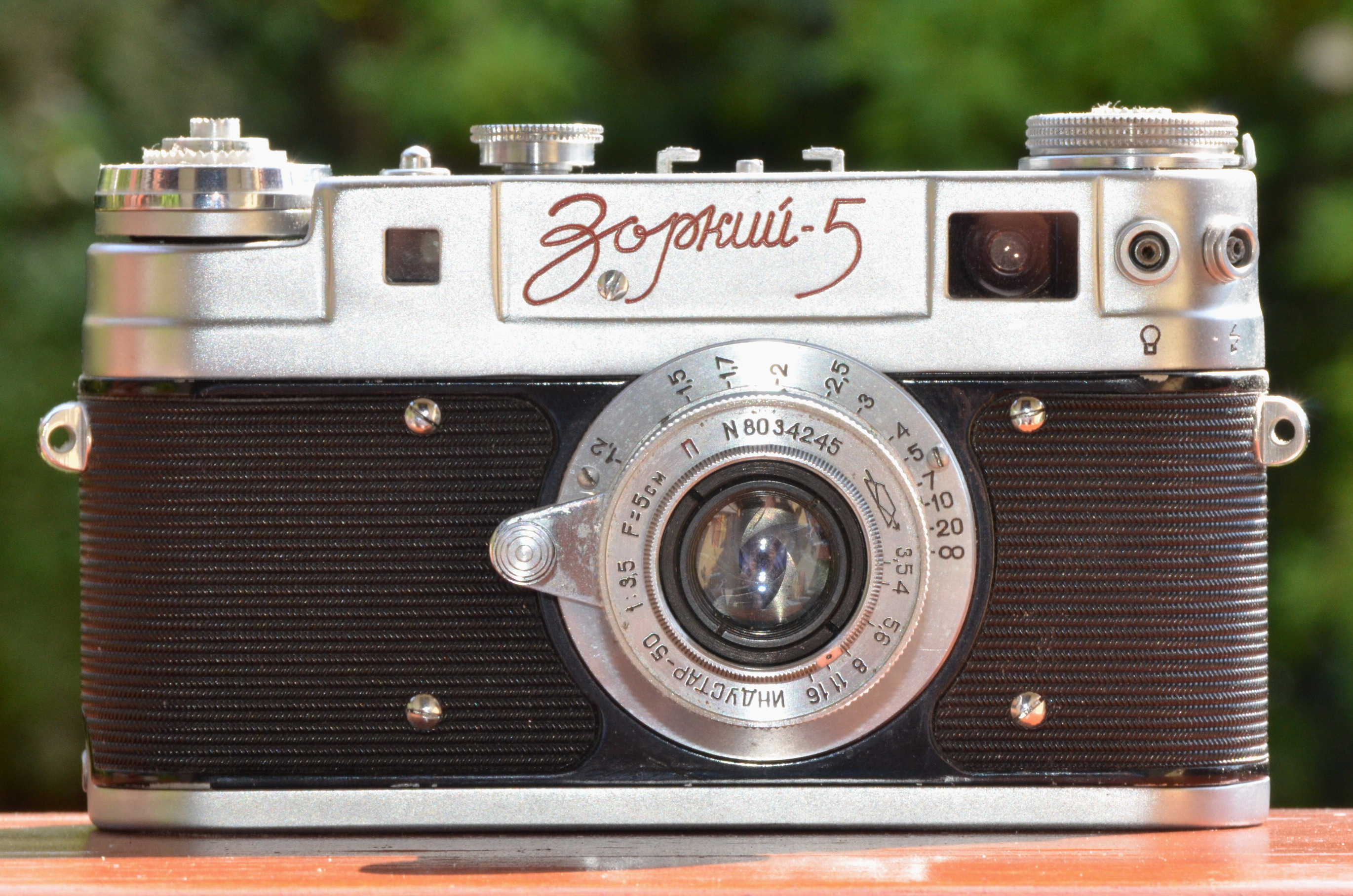
Kamera Zorki 5 mit Objektiv Industar-50 1:3,5 F=5cm

Die Modellpalette von Zorki ist unübersichtlich, da verschiedene Weiterentwicklungen und Verbesserungen aufgrund der schwierigen Bedingungen (Materialknappheit, starren Produktionsvorgaben seitens der Politik) zum Teil nur sporadisch einfließen konnten. Weiter wurden gleichzeitig die ähnlichen oder identischen FED-Kameras produziert, später sogar die ebenfalls von der Leica abgeleiteten Spiegelreflexkameras der Marke Zenit. Daher ist eine durchgehende Modellpolitik oft nicht klar zu erkennen. Diese Liste kann daher nur einen Anhaltspunkt liefern, welche Kameras produziert wurden und wo die grundsätzlichen Unterschiede liegen.
- Zorki 1 – Kopie der Leica II. Hergestellt von 1949 bis 1956.

- Zorki 2 – Wie Zorki 1, mit Selbstauslöser und überarbeitetem Verschluss. Hergestellt von 1954 bis 1956.

- Zorki 3 – Neuer Sucher mit integriertem Entfernungsmesser und Dioptrienausgleich. Überarbeiteter Verschluss mit 1/1000 Sekunde als kürzester Verschlusszeit und einem Extrarad an der Gehäusefront zur Einstellung von Zeiten unter 1/30 Sekunde, ähnlich der Leica III. Hergestellt von 1951 bis 1954.

- Zorki 3M – Wie Zorki 3 aber mit nur noch einem Rad zur Zeiteneinstellung. Hergestellt von 1954 bis 1956.

- Zorki 3S – Wie Zorki 3 und Zorki 3M aber mit neuem Gehäusedeckel, der eine Blitzsynchronisation beherbergt. Hergestellt von 1955 bis 1956.

- Zorki 4 – Erweiterung der Zorki 3S mit Selbstauslöser. Hergestellt von 1956 bis mindestens 1978 als Zorki 4K.

- Zorki 5 – Großer Gehäusedeckel, Filmaufzug mit Schnellspannhebel, Entfernungsmesser mit extrem großer Basis. Hergestellt von 1958 bis 1959.

- Zorki 6 – Weiterentwicklung der Zorki 5 mit mechanischem Selbstauslöser und erstmals einem aufklappbaren Gehäuse zum Einlegen des Films.  Hergestellt von 1959 bis 1966.

## „Russen-Leicas“
Bei Sammlern sind die Kameras der Marken Zorki und FED als „Russen-Leicas“ bekannt geworden, da zumindest die ersten Modelle nahezu exakte Kopien der ersten Leica-Kameras darstellten. Dies war möglich, da die UdSSR keine internationalen Patentabkommen anerkannte und ihrer Industrie erlaubte, westliche Kameras zu kopieren. Gleiches Schicksal ereilte z. B. die schwedische Hasselblad 1600F/1000F unter den Namen Salyut und später Kiev.
Viele Sammler sehen heute in den Kameras der Marken Zorki und FED eine preisgünstige Möglichkeit, im Leica-Stil zu fotografieren. Dies ist durchaus möglich, da die Zorkis meist robust gebaut wurden und daher viele Kameras heute noch funktionstüchtig sind oder im Schadensfall relativ einfach repariert werden können. Ein Schwachpunkt der Konstruktion liegt im Verschlussmechanismus, der beschädigt werden kann, wenn die Verschlusszeit vor dem Weitertransport des Films für die nächste Aufnahme eingestellt wird. Dies gilt für nahezu alle Zorki- und FED-Kameras sowie die frühen Zenit-SLRs.
Aufgrund der hohen Ähnlichkeit zu den meist sehr teuren Leicas werden Kameras von Zorki und FED Kameras oft als echte Leicas angeboten. Es sind Fälle bekannt, in denen Fälscherwerkstätten aus günstigen Zorki und FED-Kameras durch das geschickte Austauschen von Schriftzügen, Seriennummern etc. „echte“ Leicas herstellten. Diese Fälschungen sind für den Kenner meist leicht daran zu erkennen, dass die russischen Kameras mit anderen Materialien unter größeren Fertigungstoleranzen gebaut wurden als die echten Leicas. So ist z. B. das Auslösegeräusch bei Zorkis deutlich lauter und sind Details sehr viel gröber ausgearbeitet. Weiters wurden verschiedene imitierte Leicas in Wirklichkeit nie gebaut: Es ist z. B. extrem unwahrscheinlich, dass eine Leica, die für das deutsche Militär produziert wurde (beliebte Fälschergravuren: Luftwaffe oder Marine) einen für den Einsatz überflüssigen Luxus wie ein „vergoldetes“ Messinggehäuse oder einen Bezug aus Schlangenleder besitzt. Solche Kameras stellen durchweg fantasievolle Fälschungen dar.

## Nachweise
1. ↑  
Harry Wondraschek: Russische Kameras – 1930–1990, Mainz, 1995, S. 72–81.
2. ↑  
Y. Ryshkov: Russian And Soviet Cameras – (1840–1991), Rostow-na-Donu, 1993, S. 65–70.